# Makita

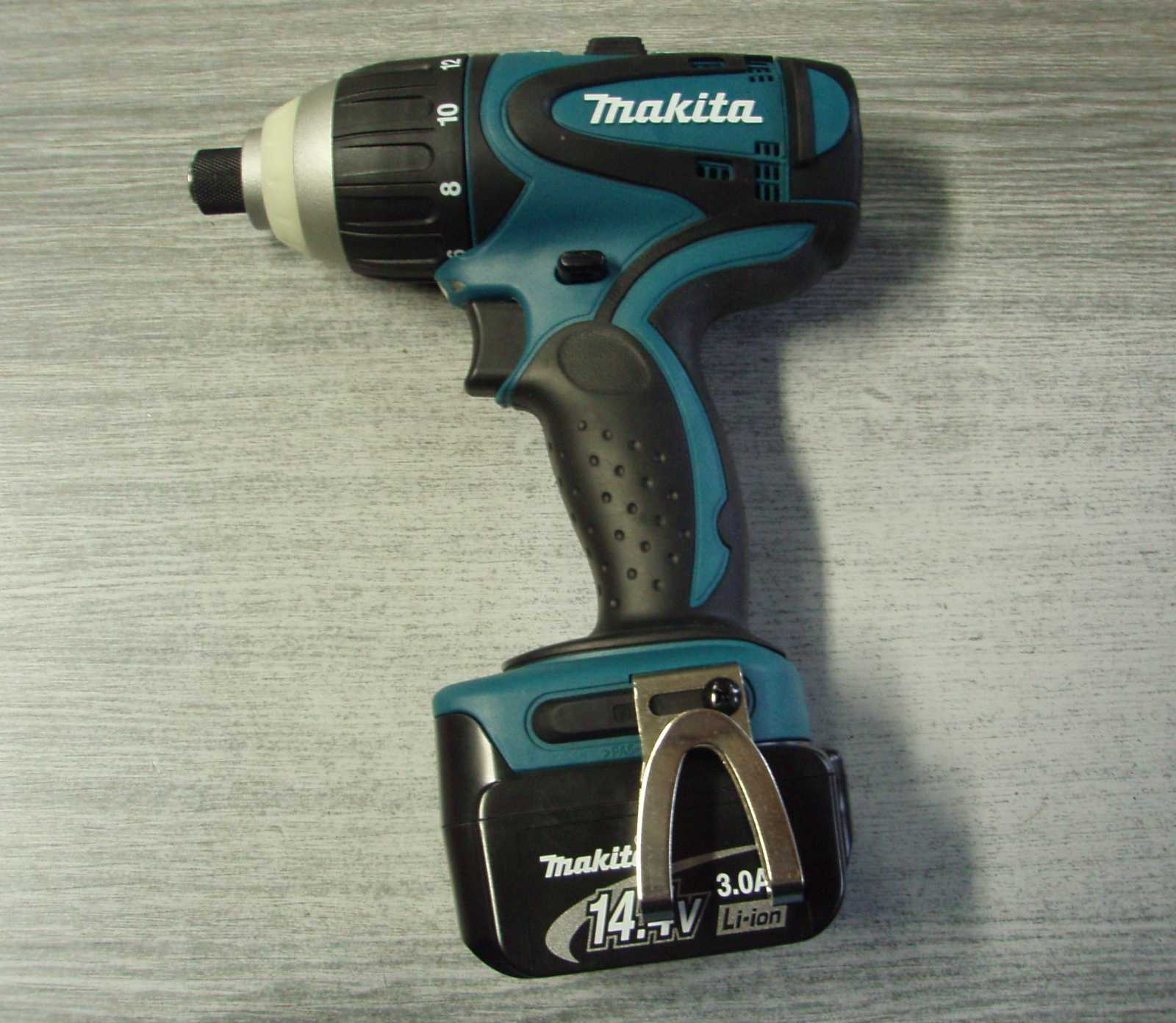
Акумуляторний шуруповерт Makita.

Makita Corporation  (яп. 株式会社マキタ) — японська компанія, виробник електроінструментів і бензоінструментів.

## Історія
Makita займається виробництвом інструментів з 1915 року, коли Масабуро Макіта (Masaburo Makita) з трьома товаришами створив у Нагої компанію з виготовлення електромоторів і генераторів. Спочатку компанія виготовляла та відновлювала електромотори, трансформатори і освітлювальне обладнання. Перший електричний ручний інструмент Makita представила в 1958 році. Це був перший у світі електрорубанок. Зараз Makita є одним з найбільших виробників електроінструменту у світі.
У 1935 році компанія почала поставляти електромотори та генератори в СРСР.

### Історія заснування заводів
- 1969 — заснування заводу в Німеччині.
- 1977 — заснування Makita Werkzeuge GmbH.
- 1991 — придбання компанії Dolmar GmbH (Гамбург), що випускає бензотехніку.
- 1991 — заснування виробництва в Англії.
- 1994 — запуск виробництва в Китаї.

## Діяльність
Наразі Makita випускає понад 350 типів інструменту та понад 4500 аксесуарів до них. На сьогоднішній день асортимент Makita налічує понад 1000 найменувань. Makita включає в себе 8 виробничих підприємств, з яких три розташовані в Європі: у Великій Британії, Німеччині та Румунії.
Основним ринком збуту компанії є Європа, далі — Північна Америка і Японія. Продажі в інших регіонах менш значні.

## Робота в Росії під час війни
Варто зауважити, що компанія Mikita, поставляє свою продукцію до країн Євросоюзу, а також до Англії та Китаю.Також, ця компанія з часом тільки зростає. Але все ж компанія не відмовилась від надання товарів росії. Продукція Макіта, що поставляється на російський ринок, виробляється або в Європі, або в Китаї чи Японії. Через океан до нас продукцію не поставляють, хоча, крім заводів у США, є ще в Бразилії.Також, відомо, що відбулася поїздка Російських дилерів на завод Макіта до Японії у 2014 р., коли росіяни окупували Крим. Таким чином, таке ведення бізнесу є порушенням моралних норм і компанія не зупиняється спонсорувати тероризм.